# La telaraña (serie de televisión)
La telaraña fue una serie de televisión mexicana, transmitida los domingos y posteriormente los viernes en horario estelar de las 20:00 a 21:00 horas entre los años 1989 y 1993 a través del Canal de las Estrellas. Tuvo repeticiones en Univisión y Galavisión, entre los años 1994 al 2000, además de obtener retransmisiones en el canal Clásico TV de 2011 a 2012.

## Argumento
La serie se caracterizó por un formato de presentación de historias como casos de la vida real, otras ficticias, misterio, suspenso y drama. Lo interesante es que la mayoría de los Capítulos terminaban con moraleja, final feliz y otros terminaban en tragedia. Todas las historias y el Libreto fueron escritas por Carlos Enrique Taboada. La serie de Televisa duró al aire más de 4 años, fueron grabados entre 1989 y 1993 en unos departamentos habitacionales de la Colonia Condesa, en la Ciudad de México, y en varias tomas abiertas en calles y avenidas del Distrito Federal.
La música original fue escrita, compuesta, registrada y ejecutada por Eduardo Bermúdez Motta, así como también la música incidental en todos los capítulos de la serie como son las "cortinillas" segmento para ir a comerciales, así como los temas de amor y suspenso. La música fue grabada en julio de 1989, teniendo como base de las secuencias musicales tres sintetizadores, una caja de ritmos, y un piano eléctrico, todos ellos ejecutados en tiempo real por el músico compositor.
Es muy común ver en los capítulos de la Telaraña, a muchos artistas, cantantes, actores de doblaje y comediantes que empezaban sus carreras en televisión, como por ejemplo Eugenio Derbez, "Radames" de Guerra de chistes, las gemelas Ivonne e Ivette, Andrea Legarreta, el "Repor" de Matutino Express, Leticia Perdigón, Juan Antonio Edwards, entre otros.

## Algunos episodios

### La herencia del tío muerto(1990)
Reparto:
- Oscar Ascanio
- Eugenia Avendaño
- Gibrann
- Alejandra Espejo
- Rosa Furman
- Manuel Gurria
- Evangelina Martínez
- Guillermo Quintanilla
- Carlos Segundo
- Alejandro Trillanes

### Hombre de dos familias(1990)
Reparto:
- Alfonso Echánove
- Socorro Bonilla
- Cecilia Gabriela
- José Roberto Gil
- Alexandra
- Miguel Facineto
- Eugenio Montessorio
- Rosa Safont
- Anna Brondo
- Patty Tanús

### Una dama para dos(1990)
Reparto:
- Silvia Pasquel
- Manuel Gurria
- Judy Ponte
- José Ángel García
- Cecilia Romo
- María Sarafaty
- Tony Darío
- José Luis Llamas
- Grace Nenna